# Eugen Huber
Eugen Huber (Oberstammheim, 31 luglio 1849 – Berna, 23 aprile 1923) è stato un giurista svizzero.
È l'autore del Codice civile svizzero.

## Biografia
Huber, figlio di un medico, studiò diritto all'Università di Zurigo. Nel 1872 conseguì il dottorato con una tesi su "Lo sviluppo del diritto di successione svizzero dalla separazione della Confederazione Svizzera dal Sacro Romano Impero".

Nel 1875 fu corrispondente della Neue Zürcher Zeitung a Zurigo e lavorò come giudice ad Appenzello dal 1877 al 1890.  Nel 1880 fu nominato professore di diritto privato svizzero e della Costituzione elvetica all'Università di Basilea.

Nel 1888 cominciò ad insegnare storia della legislazione, diritto privato, diritto commerciale, diritto canonico e filosofia del diritto all'Università "Martin Luther" di Halle e Wittenberg, in Germania.

In questo periodo iniziò a raccogliere le leggi dei singoli cantoni in un'unica opera, suddivisa in quattro tomi.

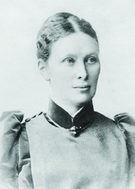
Lina Huber (1851–1910), prima moglie di Eugen Huber

Nel 1892 venne incaricato dal Consiglio federale di redigere il Codice Civile svizzero. Completò il lavoro nel 1907, che entrò in vigore nel 1912. Il documento fu lodato per la sua modernità e chiarezza, venendo in seguito adottato anche dalla Turchia.
Huber morì a Berna il 23 aprile 1923. È sepolto nel Bremgartenfriedhof, il più grande cimitero della città.

## Codice civile svizzero
(Eugen Huber)
Il codice civile scritto da Huber è uno dei più moderni in Europa. Si tratta infatti di una sintesi etico-filosofica basata sulle leggi cantonali ed europee. All'articolo 1, capoverso 2, è indicato che, in caso di un vuoto legislativo, il giudice è tenuto a comportarsi da legislatore: "Nei casi non previsti dalla legge il giudice decide secondo la consuetudine e, in difetto di questa, secondo la regola che egli adotterebbe come legislatore."
Con questo riferimento all'imperativo categorico kantiano, Huber si adegua alla comprensione degli svizzeri. Si basa sulla giustizia creativa delle leggi federali.